# Isidoro Acevedo
Isidoro Rodríguez Acevedo y González de Posada (Luanco, 2 de enero de 1867-Moscú, 8 de noviembre de 1952) fue un político, tipógrafo, sindicalista y escritor español. Inicialmente miembro del PSOE, estuvo entre los socialistas partidarios de adherirse a la Tercera Internacional, con lo que abandonó el partido en 1921 para convertirse en uno de los fundadores del Partido Comunista Obrero Español. Falleció exiliado en la Unión Soviética. 

## Biografía
Comenzó a trabajar como aprendiz de tipógrafo a los trece años en Madrid, donde se había trasladado con su familia tres años antes. En 1898 se trasladó a trabajar Santander, donde alcanzó el cargo de presidente de la Federación Socialista. Debido a que tenía un gran protagonismo dentro del partido, destacando su debate como representante socialista con el anarquista Emilio Carral, fue llamado por los socialistas de Bilbao para dirigir el diario La Lucha de Clases. Fue encarcelado varias veces debido a alguno de sus artículos. En 1914 regresó a Asturias, en donde dirigió La Aurora Social. Fue detenido en 1917 por su participación en la huelga revolucionaria de aquel año. 
En abril de 1921, como delegado de la Federación Socialista Asturiana participó en el congreso socialista de Madrid. Allí, junto a otros partidarios de la III Internacional, fundó el Partido Comunista Obrero Español, que en noviembre formó el Partido Comunista de España tras fusionarse con el Partido Comunista Español. 
Tras fundar la publicación La Aurora Roja y viajar Rusia como representante del PCE en los congresos de la III Internacional pronunció diversas conferencias por toda la geografía Española. Fruto de estas experiencias es el libro Impresiones de un viaje a Rusia, publicado en Oviedo en 1923. También publicó una novela de ambiente minero en 1930, llamada Los topos, publicada en Madrid, en la que criticaba a Manuel Llaneza, líder minero socialista. 
Con la llegada al poder de Primo de Rivera es encarcelado durante unos meses y regresa a Madrid. 
Después de la Guerra Civil se exilió en Rusia. Allí, ocupó el cargo de presidente del Socorro Rojo Internacional hasta que murió en 1952, el 8 de noviembre, en Moscú.